# Higashi-Ikebukuro (métro de Tokyo)
Higashi-Ikebukuro (東池袋駅, Higashi-Ikebukuro-eki) est une station du métro de Tokyo sur la ligne Yūrakuchō dans l'arrondissement de Toshima à Tokyo. Elle est exploitée par le Tokyo Metro.

## La station
La station se compose d'un quai central encadré par les 2 voies de la ligne Yūrakuchō.
En moyenne, 41 609 voyageurs ont fréquenté quotidiennement la station en 2015.
L'arrêt Higashi-Ikebukuro-yonchōme du tramway Toden Arakawa est à proximité immédiate de la station.

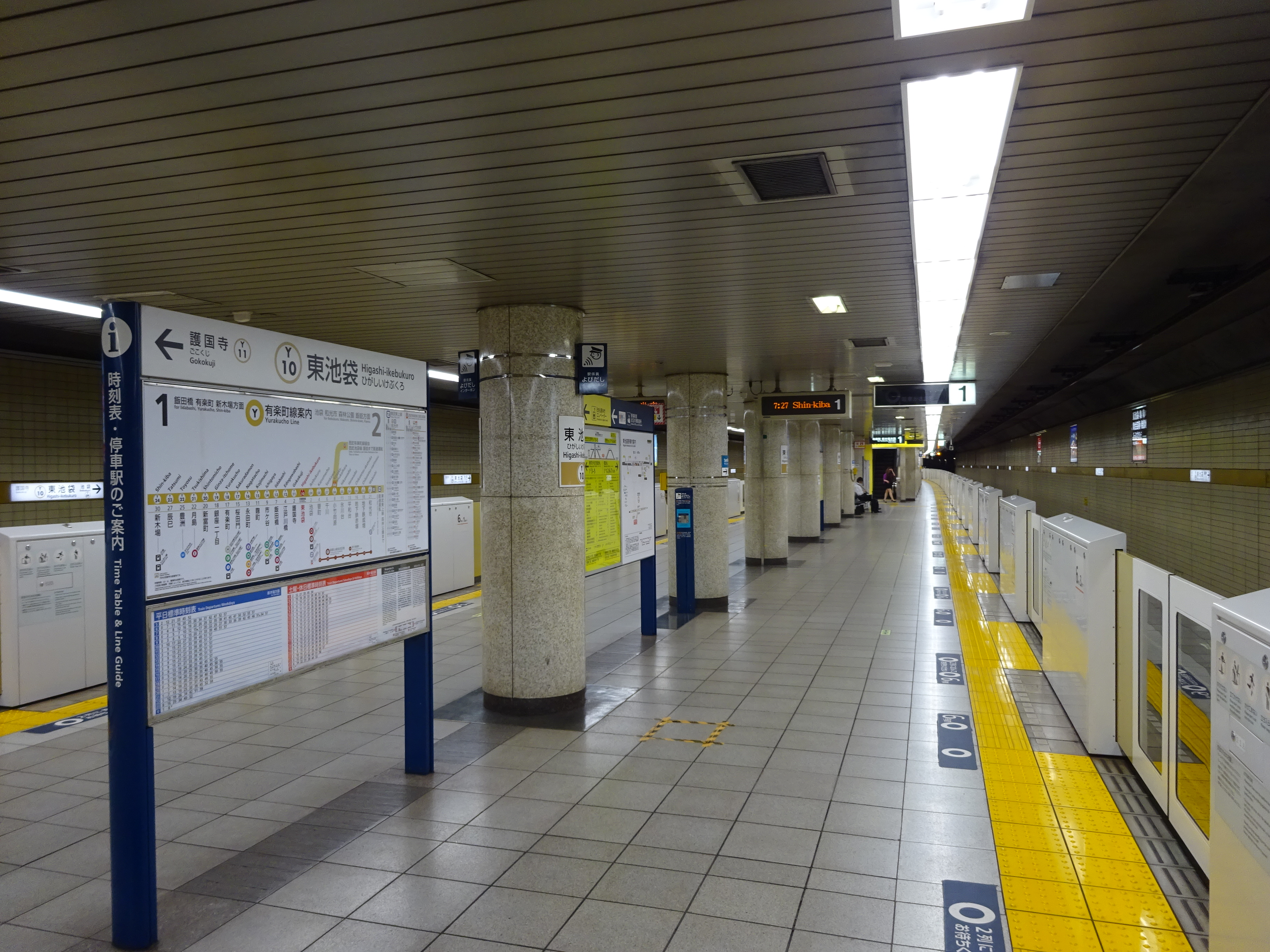
Quai de la ligne Yūrakuchō
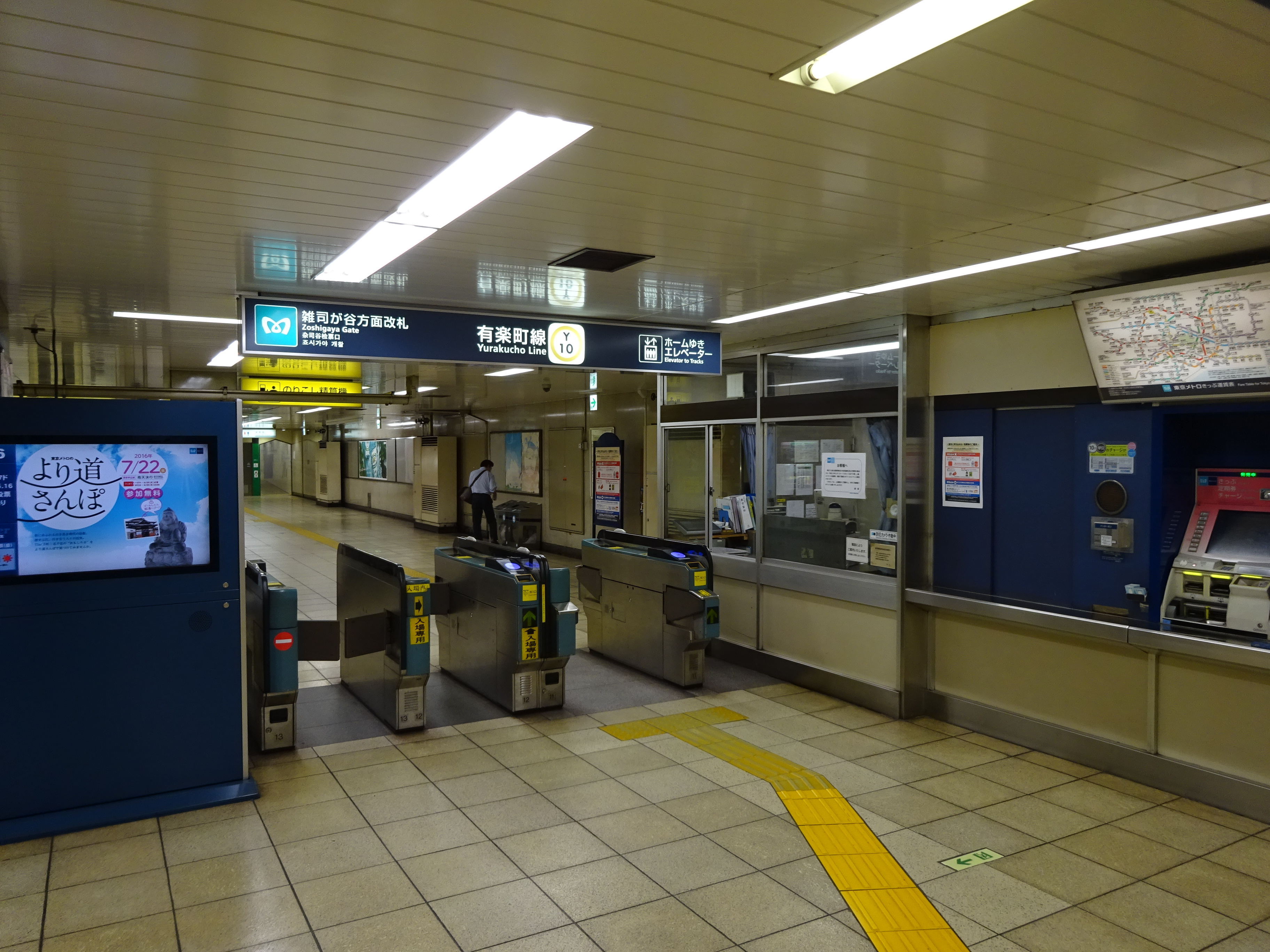
Ligne de contrôle

## Histoire
La station a été inaugurée le 30 octobre 1974.

## A proximité
- Sunshine 60